# Ramsele kommunala realskola
Ramsele kommunala realskola var en kommunal realskola i Ramsele verksam från 1952 till 1967.

## Historia
Skolan inrättades 1 juli 1952 som kommunal realskola.
Realexamen gavs från omkring 1955 till omkring 1967.
Skolbyggnaden som tillkom 1952 används efter realskoletiden av Krångåkerskolan och från 1996 av riksarkivet/SVAR.